# Comuna Dersca, Botoșani
Dersca este o comună în județul Botoșani, Moldova, România, formată numai din satul de reședință cu același nume.

## Geografie
Comuna este situata pe meridianul cu longitudine 26 grade si 12 minute(26,2 grade) estica si 47 grade si 59 minute(47.9833 grade) latitudine nordica din punct de vedere istorico-geografic, este parte din vechea provincie Moldova. Comuna Dersca este așezată in partea de nord-vest a județului Botoșani, si este formata dintr-un singur sat DERSCA.  Este traversata de DJ 291B, si se afla la o distanta de 18 km de municipiul Dorohoi si 10 km fata de Punctul Vamal Siret.

## Suprafața
Suprafața comunei Dersca este de: 3857,74 ha din care: intravilan 557 ha si extravilan 3300 ha

## Gospodarii
In cadrul comunei Dersca sunt: 1250 de gospodării .

## Locuințe
In cadrul comunei Dersca s-au construit 1160 de locuințe. 

## Istoric
Satul Dersca este atestat documentar la 25 august 1470, când printr-un hrisov, domnitorul Stefan cel Mare, donează surorii sale, satul si moara Dersca. Numele de Dersca vine de la cuvântul slav DEREVOS=LEMNOS. Arhitectura rurala locala, obiceiurile, portul popular si etnografia sunt puternic influențate de Bucovina, locuitorii acestor locuri fiind prin excelenta, foarte receptivi.
În zona nord-estică a comunei a fost descoperită o brățară dacică din argint în stare foarte bună.

## Demografie
Componența etnică a comunei Dersca
     Români (96,51%)
     Alte etnii (0,19%)
     Necunoscută (3,3%)
Componența confesională a comunei Dersca
     Ortodocși (82,78%)
     Penticostali (13,64%)
     Alte religii (0,19%)
     Necunoscută (3,4%)
Conform recensământului efectuat în 2021, populația comunei Dersca se ridică la 3.240 de locuitori, în creștere față de recensământul anterior din 2011, când fuseseră înregistrați 3.124 de locuitori. Majoritatea locuitorilor sunt români (96,51%), iar pentru 3,3% nu se cunoaște apartenența etnică. Din punct de vedere confesional, majoritatea locuitorilor sunt ortodocși (82,78%), cu o minoritate de penticostali (13,64%), iar pentru 3,4% nu se cunoaște apartenența confesională.

## Politică și administrație
Comuna Dersca este administrată de un primar și un consiliu local compus din 13 consilieri. Primarul, Mihai Cazacu[*], de la Partidul Social Democrat, este în funcție din octombrie 2020. Începând cu alegerile locale din 2024, consiliul local are următoarea componență pe partide politice:
|  | Partid                          | Consilieri | Componența Consiliului | Componența Consiliului | Componența Consiliului | Componența Consiliului | Componența Consiliului | Componența Consiliului | Componența Consiliului | Componența Consiliului |
|  | ------------------------------- | ---------- | ---------------------- | ---------------------- | ---------------------- | ---------------------- | ---------------------- | ---------------------- | ---------------------- | ---------------------- |
|  | Partidul Social Democrat        | 8          |                        |                        |                        |                        |                        |                        |                        |                        |
|  | Alianța pentru Unirea Românilor | 2          |                        |                        |                        |                        |                        |                        |                        |                        |
|  | Partidul Național Liberal       | 2          |                        |                        |                        |                        |                        |                        |                        |                        |
|  | Partidul S.O.S. România         | 1          |                        |                        |                        |                        |                        |                        |                        |                        |

## Galerie